# A Menina da Sexta Lua
La bambina della Sesta Luna (A menina da Sexta Lua, no Brasil) é um livro infanto-juvenil de aventura escrito pela italiana Moony Witcher (pseudônimo de Roberta Rizzo). É o primeiro volume da série La Sesta Luna (A Sexta Lua, em português) e relata a primeira aventura da série que ocorre na Ilha de Páscoa, simbolizando a conquista do primeiro Arcano.
O livro conta a história de uma menina de dez anos chamada Nina, muito inteligente, que sonha voar pelo espaço e ser uma grande alquimista, e que tem uma grande missão: salvar um planeta muito distante, a Sexta Lua, que se encontra em uma galáxia chamada Alquimídia.

## Enredo
Nina, uma inteligente menina, mora na Espanha, em Madrid com as tias Andora e Cármem porque os pais trabalham no Ferk de Moscovo à procura de vida extraterrestre e não podem ficar com ela.Também vive com um cão, Platão, e Adônis, um gatinho que encontrara na rua. Quando o avô lhe envia uma carta a dizer que precisa de ir viver com ele para Veneza o mais rápido possível, os acontecimentos começam a precipitar-se: A estrela que tinha na palma da mão estava cada vez mais negra. o que significava que o perigo se aproximava. Nessa precisa noite, o avô morre e Nina julga estar a ter alucinações com um diabo, mas quando chaga à Villa Espasia tudo fica bem, apesar da sua vida não ter voltado ao normal; Bem pelo contrário! Juntamente com os seus quatro amigos Cesco, Dodo, Fiore e Roxy, desafiam o maldito e diabólico mago mau, Magister Magicus para os seus discípulos andróides, Karkon Ca'd'oro mais de uma vez para se vingarem da morte do avô de Nina, Misha, e impedirem o mago de descobrir os segredos de Xorax. Vão ao seu palácio, abrem o Aqueo Profundis, um laboratório debaixo de água que permite chegar a Xorax, onde poderão contar com a ajuda do andróide bom Max-10p1, encontram o primeiro arcano, o fogo Atanor, na Ilha de Páscoa,vão ao palacete do Conde para o desbloquiar com a ajuda do sbacchio, um animal mágico da sexta lua e, juntamente com os Xoraxianos, fazem algumas crianças pensar e , assim, criar. No dia em que Nina faz os seus exames de quinto ano, a famosa estátua do Leão Alado desaparece e, com ela, o cálice de Roca que faz com que a cidade não seja submersa. Só podia ser obra de Karkon! Mas Nina e Dodo impedem o mago de afundar a cidade e fazer com que se afogue (ou assim pensavam). Porém, não são capazes de impedir o leão de assinar o tratado em que jura fidelidade ao mago nem impedir as pessoas de notar o desaparecimento da estátua, que quando regressa novamente, dá origem a uma festa. Durante a festa, Cesco felicita Nina e diz que, para o mago morrer, era só uma questão de tempo. A menina responde:
```
 " - O Tempo? O tempo serve, mas não existe. Lembra-te sempre disso. "
```

## Personagens principais
- Nina: A principal personagem da história é uma menina inteligente, corajosa, forte e que não gosta de chorar que tem a "missão" de seguir os passos de seu avô Misha, que foi estranhamente morto. Tem, tal como o avô, uma estrela vermelha na palma da mão, um sinal do seu destino. Tem cabelos compridos castanhos e olhos azuis, sua cor preferida.

- Adônis: O cachorro de Nina, um dos principais "amigos" dela. É um dogue preto, forte e inteligente, convive com Platão calmamente, brincando com ele. Adora bananas.

- Platão: O gato de Nina, pelagem ruiva, adora estar com Nina e, quando não pode, está com Ljuba. Encontrado nas ruas de Madrid e acolhido pela Nina.

- Ljuba: Mais conhecida como "Merengue", simpática, parece uma boneca russa. Ela trata Nina como filha desde que o seu avô morreu e a deixou sozinha na Vila Espasia, mansão em que mora.

- Carlo: Jardineiro da Villa Espasia, continúa a morar lá devido a um pedido no testamento do avô Misha.

- Francesco (Cesco): Amigo de Nina, de Roxy, Dodo e Fiore. É um menino muito inteligente, corajoso, percebe muito de computadores e é gentil. Bem alto para os seus dez anos,tem 1,55 m de altura e usa oculos e cabelo à escovinha.

- Roxy: Meio gordinha e muito forte tem grande agilidade, além de que é corajosa. Anda sempre com seus melhores amigos e com Nina, é muito esperta e tem planos e ideias interessantes. Tem olhos castanhos e cabelo loiro, veste-se de forma excêntrica. Sabe conduzir barcos.

- Dodo: Não desgruda de seus melhores amigos, é um menino gentil e gago, porém é muito medroso. Tem cabelo ruivo e sardas.

- Fiore: É uma menina bonita e magrinha, inteligente e simpática. Tem medo do conde Karkon Ca d' Oro e mesmo assim anda com seus amigos ajudando-os na sua missão contra o Mago Mau. Cabelo curto, preto, veste-se de forma sóbria, percebe latim, gosta de música clássica e não gosta de aranhas. Ela é descrita como um vestido azul de mangas curtas e sandálias verdes.

- Max 10-pl: É um androide, feito pelo avô de Nina, professor Misha. Ele é muito inteligente e sabe de muitas coisas que ajudarão o grupo de amigos de Nina a vencer o mal e salvar Xorax. A única coisa que come é compota de morango, vive no "Aqueo Profundis", o laboratório secreto que fica por baixo de água na Vila Espásia.

- Mishajl Mesinskj: Conhecido por avô ou professor Misha, morre em combate com Karkon e parte para Xorax, feito de luz. No seu testamento dedica quase tudo à neta, Nina. Confia-lhe uma perigosa missão, em que também tomará partido.

- Eterea: Mãe alquimista de Xorax, ajudará Nina por várias vezes.

- Karkon Ca' d'Oro: Homem diabólico, é um alquimista mau que quer que o mal reine em Xorax. Além de ser um Mago Mau e tenebroso é um perigoso assassino que vive assombrando Nina e matou o seu avô. Mora no seu palácio, o orfanato Ca' d'Oro com seus "diferentes ajudantes-órfãos". Conhecido por Magister Magicus pelos seus "discípulos"

- LSL: Loris Sibilo Loredan, um mago do obscuro, é amigo de Karkon, uma serpente emplumada e presidente de Veneza.

- Alvisse e Barbessa: Andróides e "órfãos" preferidos de Karkon, fazem tudo por tudo para estragar a vida de Nina.

- Irene, Sabina e Gastilo: Andróiodes amigos de Alvisse e Barbessa, díscípulos de Karkon, morrem no terceiro livro.

- Visciolo: Conhecido por Vesgo, é o servo de Karkon.

## Os Arcanos
Os Arcanos são os quatro elementos que compõe o Universo. Sendo eles: Fogo (conquistado em A Menina da Sexta Lua), Terra, Água e Ar. Para salvar o planeta Xorax Nina terá de salvar os quatro Arcanos que foram aprisionados pelo conde Karkon Ca'd'Oro, seu inimigo.
No primeiro livro da série, Nina descobre a história dos Arcanos e resgata o Atanor, o fogo eterno na Ilha de Páscoa e depois tem que iniciar uma verdadeira batalha para resgatar todos os outros.